# Odprto prvenstvo Francije 1972
Odprto prvenstvo Francije 1972 je teniški turnir za Grand Slam, ki je med 22. majem in 4. junijem 1972 potekal v Parizu.

## Moški posamično
Andrés Gimeno :  Patrick Proisy, 4-6, 6-3, 6-1, 6-1

## Ženske posamično
Billie Jean King :  Evonne Goolagong, 6–3, 6–3 

## Moške dvojice
Bob Hewitt /  Frew McMillan :  Patricio Cornejo /  Jaime Fillol, 6–3, 8–6, 3–6, 6–1

## Ženske dvojice
Billie Jean King /  Betty Stöve :  Winnie Shaw /  Nell Truman, 6–1, 6–2

## Mešane dvojice
Evonne Goolagong /  Kim Warwick :  Françoise Dürr /  Jean-Claude Barclay, 6–2, 6–4